# Wohn- und Wirtschaftsgebäude Eichenweg 5
Das Wohn- und Wirtschaftsgebäude Eichenweg 5 in der niedersächsischen Gemeinde Ahausen-Eversen wurde Anfang des 20. Jahrhunderts gebaut. Aktuell (2025) wird es zum Wohnen genutzt.
Das Gebäude steht unter Denkmalschutz (siehe auch Liste der Baudenkmale in Ahausen).

## Geschichte und Beschreibung
Die Gemeinde Ahausen wurde erstmals 1226 erwähnt. Sie gehört seit 1974 zur Samtgemeinde Sottrum. Der Ortsteil Eversen wurde um 1570 erwähnt und ist wald- und sehr heidereich.
Das eingeschossige giebelständige Wohn- und Wirtschaftsgebäude als Zweiständer-Hallenhaus in regelmäßigem Fachwerk mit Steinausfachungen, ziegelgedecktem Krüppelwalmdach mit Uhlenloch und Grooter Door mit Korbbogen wurde 1831 (Inschrift) gebaut.
Eine Fachwerkscheune links vom Haupthaus steht nicht unter Denkmalschutz.
Das Landesdenkmalamt befand u. a.: „… ein regionstypisches Hallenhaus der ersten Hälfte des 19. Jahrhunderts in Zweiständerkonstruktion … .“